# Jean-Louis Cazes
Pour les articles homonymes, voir Cazes.
Jean-Louis Cazes est un footballeur français puis entraîneur, né le 2 octobre 1951 à Bayonne dans le département des Pyrénées-Atlantiques. Il évolue au poste de défenseur latéral ou central du milieu des années 1970 au milieu des années 1980.
Formé à l'AS Saint-Étienne où il devient champion de France en 1975, il fait ensuite toute sa carrière professionnelle au SC Bastia. Il remporte avec ce club la Coupe de France en 1981 et, est également finaliste de la Coupe UEFA en 1978.
Il devient ensuite entraîneur et dirige Les Genêts d'Anglet de 1995 à 2009.

## Biographie

### Joueur
Jean-Louis Cazes commence le football à l'âge de 7 ans aux Écureuils Marracq, club de quartier de Bayonne puis rejoint à 14 ans les Croisés de Bayonne. Après un passage par le rugby à XV de 1967 à 1969, il retourne aux Croisés où il est repéré par l'AS Saint-Étienne et intègre les rangs stéphanois en 1971. Il dispute sa première rencontre de Division 1 le 29 octobre 1974 lors de la quatorzième journée du championnat. Dans ce match disputé au stade de la route de Lorient face au Stade rennais, les « Verts » s'inclinent sur le score de trois buts à un. C'est sa seule apparition en équipe première et en fin de saison, les Stéphanois emportent le championnat. Il dispute également vingt rencontre avec l'équipe réserve qui remporte le groupe centre de Division 3.
Jean-Louis Cazes rejoint la saison suivante le SEC Bastia après avoir effectué trois semaines d'essai. Pour s'engager avec le club, il signe un contrat professionnel avec les Stéphanois, son transfert ne pouvant être homologué qu'à cette condition. Titularisé pour la première fois par l'entraîneur Pierre Cahuzac lors de la cinquième journée du championnat, il ne quitte plus ensuite l'équipe-type au poste d'arrière latéral droit et devient un des meilleurs arrières offensifs du championnat. En 1976-1977, le club reste en course pour le titre de champion de France jusqu'à deux journées de la fin. Le club termine finalement troisième et se qualifie ainsi pour la Coupe UEFA. Dans cette compétition, le SC Bastia élimine successivement le Sporting Portugal, Newcastle United, le Torino FC, le FC Carl Zeiss Iéna et les Grasshoppers de Zurich en demi-finales. Opposés au PSV Eindhoven en finale, les joueurs corses concèdent un match nul sans buts sur leur pelouse, presque impraticable à la suite d'un orage, lors du match aller puis, s'inclinent trois buts à zéro au match retour. Jean-Louis Cazes et ses coéquipiers terminent également cinquième du championnat.
Les années suivantes sont plus difficiles, le club termine quatorzième puis seizième du championnat avant de se classer douzième en 1981. Cette même saison, le SC Bastia atteint la finale de la coupe de France. Opposés à l'AS Saint-Étienne de Michel Platini, les Bastiais l'emportent deux à un, le but stéphanois étant marqué sur penalty par Jacques Zimako à la suite d'une faute de Jean-Louis Cazes,. Le SC Bastia termine les trois saisons suivantes en milieu de classement. En 1983-1984, Jean-Louis Cazes est victime, lors de la vingt-troisième journée du championnat opposant le SCB au FC Brest Armorique, d'une fracture tibia péroné de la jambe droite à la 35e minute de la rencontre,. Il ne revient sur les terrains que la saison suivante mais ne dispute que six rencontres avec l'équipe réserve. Jean-Louis Cazes met alors fin à sa carrière à la fin de la saison.

### Entraîneur
Jean-Louis Cazes retourne dans sa région d'origine et, en 1990, devient entraîneur des équipes jeunes des Genêts d'Anglet, club de division d'honneur régionale. Il exerce cette fonction pendant quatre ans puis devient entraîneur de son premier club, les Écureuils Marracq pendant une saison.
En juillet 1995, il est nommé entraîneur des Genêts d'Anglet et parvient à faire remonter le club en division d'honneur en 2001. En 2002, il est nommé également directeur sportif du club, fonction qu'il exerce jusqu'en 2004. Vainqueurs de la coupe d'Aquitaine en 2003, les Genêts accèdent au CFA 2 en 2004 après avoir terminé deuxième de la division d'honneur derrière le Stade bordelais. La saison suivante, l'équipe dirigée par Jean-Louis Cazes remporte de nouveau la coupe d'Aquitaine et accède au CFA en finissant deuxième du groupe E derrière l'US Luzenac. Pour sa première saison à ce niveau, le club termine quinzième puis neuvième en 2007. La saison suivante, le club réussit un très bon début de championnat et se retrouve leader jusqu'à la 16e journée mais les Angloys ne confirment pas lors des matchs retour et finissent huitième. Quinzième en 2009, le club termine à la même place en 2010 ne se maintenant en CFA, l'année de son centenaire, qu'à la dernière journée. Jean-Louis Cazes quitte ses fonctions d'entraîneur de l'équipe première et se consacre à ses fonctions de directeur sportif tout en dirigeant l'équipe B du club.

## Palmarès
Jean-Louis Cazes dispute 277 rencontres pour 7 buts marqués en Division 1. Sous les couleurs de l'AS Saint-Étienne, il remporte le championnat de France en 1975. Avec le SC Bastia, il est vainqueur de la Coupe de France en 1981. Il est également avec ce club finaliste de la Coupe UEFA en 1978 et de la Coupe des Alpes en 1977.
Comme entraîneur des Genêts d'Anglet, il remporte la coupe d'Aquitaine en 2003 et 2006.

## Statistiques
Le tableau ci-dessous résume les statistiques en match officiel de Jean-Louis Cazes durant sa carrière de joueur professionnel,.
| Saison                | Club                  | Championnat           | Championnat | Championnat | Coupe(s) nationale(s) | Coupe(s) nationale(s) | Compétition(s) continentale(s) | Compétition(s) continentale(s) | Compétition(s) continentale(s) | Total | Total |
| Saison                | Club                  | Division              | M.          | B.          | M.                    | B.                    | Comp.                          | M.                             | B.                             | M.    | B.    |
| 1974-1975             | AS Saint-Étienne      | Division 1            | 1           | 0           | -                     | -                     | -                              | -                              | -                              | 1     | 0     |
| 1975-1976             | SC Bastia             | Division 1            | 32          | 0           | 5                     | 0                     | -                              | -                              | -                              | 37    | 0     |
| 1976-1977             | SC Bastia             | Division 1            | 20          | 1           | -                     | -                     | -                              | -                              | -                              | 20    | 1     |
| 1977-1978             | SC Bastia             | Division 1            | 34          | 1           | 6                     | 0                     | C3                             | 12                             | 1                              | 52    | 2     |
| 1978-1979             | SC Bastia             | Division 1            | 30          | 1           | 2                     | 0                     | -                              | -                              | -                              | 32    | 1     |
| 1979-1980             | SC Bastia             | Division 1            | 35          | 4           | 1                     | 0                     | -                              | -                              | -                              | 36    | 4     |
| 1980-1981             | SC Bastia             | Division 1            | 36          | 0           | 10                    | 1                     | -                              | -                              | -                              | 46    | 1     |
| 1981-1982             | SC Bastia             | Division 1            | 34          | 0           | 8                     | 0                     | C2                             | 4                              | 1                              | 46    | 1     |
| 1982-1983             | SC Bastia             | Division 1            | 36          | 0           | 3                     | 0                     | -                              | -                              | -                              | 39    | 0     |
| 1983-1984             | SC Bastia             | Division 1            | 19          | 0           | -                     | -                     | -                              | -                              | -                              | 19    | 0     |
| Total sur la carrière | Total sur la carrière | Total sur la carrière | 277         | 7           | 35                    | 1                     | -                              | 16                             | 2                              | 328   | 10    |